# Władimir Nikulin
Władimir Iłłarionowicz Nikulin (ros. Владимир Илларионович Никулин, ur. 1928) – radziecki działacz partyjny.

## Życiorys
Urodzony w rodzinie rosyjskiej. Od 1954 należał do KPZR, od 1960 pracował w gospodarce w obwodzie rostowskim, 1961 ukończył Stawropolski Instytut Rolniczy. Od 1963 funkcjonariusz partyjny w Kałmuckiej ASRR, 1967 zaocznie ukończył Wyższą Szkołę Partyjną przy KC KPZR, od 1976 do 20 grudnia 1978 II sekretarz, a od 20 grudnia 1978 do 20 grudnia 1985 I sekretarz Kałmuckiego Komitetu Obwodowego KPZR. Od 3 marca 1981 do 25 lutego 1986 zastępca członka KC KPZR, od 1985 na emeryturze. Deputowany do Rady Najwyższej ZSRR 10 i 11 kadencji.